# Kupen (obwód Smolan)
Kupen (bułg. Купен) – wieś, w południowej Bułgarii, w obwodzie Smolan, w gminie Madan. Według danych Narodowego Instytutu Statystycznego, 31 grudnia 2011 roku wieś liczyła 37 mieszkańców.